# ヴィクトワール・ドゥ・カステラーヌ
ヴィクトワール・ドゥ・カステラーヌ（仏：Victoire de Castellane;1962年2月2日 - ）は、フランスの貴族であり、ジュエリーデザイナー。モデルとしてシャネルのランウェイも歩いた経験がある。従姉妹のコーデリア・ドゥ・カステラーヌは、ベビーディオールのクリエイティブディレクターであり、伯父のジル・デュフールはカール・ラガーフェルドの元で働いていた。

## 来歴
10世紀からの名門貴族カステラーヌ家に生まれる。
父方の祖母であるシルヴィア・ヘネシーが1日数回着替えるたびにジュエリーを選んでいる姿を見て影響を受け、5歳の時に母親から贈られたイヤリングを「そのほうが美しいと思ったから」という理由で解体し、12歳の時には母親から贈られたブレスレットのチャームメダルを溶かして自分の指輪を制作した。
1984年 - 1998年の14年間、シャネルのジュエリー部門でデザイナーを務める。シャネルにいる間は昼休みになるとアンティークショップに出かけ、好みのジュエリーを探しカスタマイズしていた。自分の望む大きさのジュエリーが中々見つからずパリの小さな工房に制作を依頼したことが、ジュエリーデザイナーとしてのスタイルが生まれるきっかけとなった。
1998年、ディオールのジュエリー部門の初代トップデザイナーに就任。
2005年5月25日ディオール銀座店5階にて、ディオールのファインジュエリーのショー「Défilé Dior Joaillerie dans le Grand Salon」を開催。
2007年、レジオンドヌール勲章を受賞。
2月27日、ハイジュエリーコレクション「Belladone Island(ベラドンナ アイランド)」をパリのオランジュリー美術館にある睡蓮の間で開催。このショーに先駆け、オンラインRPG『Second Life』内で新作ジュエリーの発表を行った。
2011年にパリのガシゴアンギャラリーで「Fleurs d'excès」コレクションを開催。
2014年、ロンドンで「animalvegetablemineral」コレクション、ニューヨークで「Precious Objects」コレクションを開催。
2015年8月ディオールから「Soie(ソワ、絹の意味)」コレクションを発表。
2016年ディオールにて「ローズ デ ヴァン」コレクションを発表。プロモーションがアニメーションで行われた。

## 影響
幼い頃は、マリリン・モンロー、映画『クレオパトラ』に出演していたエリザベス・テイラーなどが好きであり、様々な年代の女性を観察することが好きである。
2012年のインタビューでは、ひとつの物語を元に作品を制作をし、ありとあらゆるものからインスピレーションを受けていると語っている。

## 書籍
- Victoire De Castellane: Belladone Island(2008年、Steidl; Pck Slp Ha、英語・フランス語)
- Dior Joaillerie(2012年、Rizzoli、英語)